# 奧漢圭納區
奧漢圭納區（英語：Ohangwena Region）是納米比亞的一個區，位於該國北部，北鄰安哥拉。面積約10,582平方公里，2011年人口245,446人。首府奧希坎戈。下分10分區。